# Furcaspis biformis
Furcaspis biformis är en insektsart som först beskrevs av Cockerell 1893.  Furcaspis biformis ingår i släktet Furcaspis och familjen pansarsköldlöss. Inga underarter finns listade i Catalogue of Life.